# Libro de' giustiziati in Ferrara
Il Libro de' giustiziati in Ferrara è un codice miniato del XVI secolo, nel quale sono elencati nomi, cognomi, professioni dei condannati a morte a Ferrara tra il 1441 e il 1577, assieme alla causa e al luogo della condanna. È conservato nella Biblioteca Comunale Ariostea (Classe I, 404) e deve la sua importanza, oltre che come documento storico, a miniature che raffigurano edifici e complessi architettonici ferraresi, di cui alcuni oggi scomparsi, così come apparivano a cavallo tra il XV e il XVI secolo; tra questi, il Palazzo della Ragione, abbattuto dopo un incendio a metà del Novecento, che appare accanto al Duomo, sulla piazza dove è allestito il patibolo di due modenesi e un reggiano, decapitati il 15 settembre 1506 per aver tramato contro il duca Alfonso I.